# Cultuurraad voor de Franse Cultuurgemeenschap (samenstelling 1974-1977)
Dit is de lijst van de leden van de Cultuurraad voor de Franse Cultuurgemeenschap in de legislatuur 1974-1977. De Cultuurraad voor de Franse Cultuurgemeenschap was een verre voorloper van het Parlement van de Franse Gemeenschap en werd nog niet rechtstreeks verkozen.
De legislatuur 1974-1977 telde 221 leden. Dit waren de 91 leden van de Franse taalgroep uit de Kamer van volksvertegenwoordigers verkozen bij de verkiezingen van 10 maart 1974 en de 81 leden van de Franse taalgroep uit de Belgische Senaat, verkozen op 10 maart 1974, aangeduid door de provincieraden of gecoöpteerd.
De legislatuur ging van start op 4 april 1974 en eindigde op 15 februari 1977.

## Samenstelling
| Begin legislatuur (1974) | Begin legislatuur (1974) | Begin legislatuur (1974) | Einde legislatuur (1977) | Einde legislatuur (1977) | Einde legislatuur (1977) |
| Fractie                  | Fractie                  | Zetels                   | Fractie                  | Fractie                  | Zetels                   |
| ------------------------ | ------------------------ | ------------------------ | ------------------------ | ------------------------ | ------------------------ |
|                          | PSB                      | 61                       |                          | PSB                      | 61                       |
|                          | PSC                      | 40                       |                          | PSC                      | 41                       |
|                          | FDF-RW                   | 40                       |                          | PRLW-PL                  | 34                       |
|                          | PLP-PLDP                 | 26                       |                          | FDF-RW                   | 30                       |
|                          | PCB-UDP                  | 4                        |                          | PCB-UDP                  | 4                        |
|                          | Onafhankelijke           | 1                        |                          | Onafhankelijke           | 2                        |

Wijzigingen in fractiesamenstelling:
- In 1974 verlaat Angèle Verdin-Leenaers het FDF en stapt over naar de PSC.
- In 1976 verlaten François Perin, Jean Gol, Jean-Pierre Levecq, Etienne Knoops, Pierre Stroobants, André Lagneau, Jean Lausier en Jacques Wathelet RW en stappen over naar de PLP, die van naam verandert en PRLW wordt.
- In 1976 verlaat Jean Goffart RW en zetelt vanaf dan als onafhankelijke

## Lijst van de parlementsleden
| Volksvertegenwoordiger          | Partij  | Kieskring                                   | Opmerkingen |
| ------------------------------- | ------- | ------------------------------------------- | --- |
| Paul Vanden Boeynants           | PSC     | Brussel                                     | |
| José Desmarets                  | PSC     | Brussel                                     | |
| Henri-François Van Aal          | PSC     | Brussel                                     | |
| Richard Beauthier               | PSC     | Brussel                                     | |
| Guy Cudell                      | PSB     | Brussel                                     | |
| Hervé Brouhon                   | PSB     | Brussel                                     | |
| Lucien Radoux                   | PSB     | Brussel                                     | |
| André Degroeve                  | PSB     | Brussel                                     | |
| Henri Simonet                   | PSB     | Brussel                                     | Vervangt vanaf 15 februari 1977 Guillaume Cumps, die schepen van Anderlecht wordt.                                                                                 |
| Armand Moock                    | PSB     | Brussel                                     | |
| Léon Defosset                   | FDF     | Brussel                                     | Voorzitter van de FDF-RW-fractie. |
| Jacques Van Offelen             | PLDP    | Brussel                                     | |
| Lucien Outers                   | FDF     | Brussel                                     | Ondervoorzitter tot 21 oktober 1975 en vanaf 19 oktober 1976, parlementsvoorzitter van 21 oktober 1975 tot 19 oktober 1976.                                        |
| François Persoons               | FDF     | Brussel                                     | |
| Roger Nols                      | FDF     | Brussel                                     | |
| Antoinette Spaak                | FDF     | Brussel                                     | |
| Georges Mundeleer               | PLDP    | Brussel                                     | |
| Roland Gillet                   | PLDP    | Brussel                                     | |
| Pierre Havelange                | FDF     | Brussel                                     | |
| Georges Clerfayt                | FDF     | Brussel                                     | Voorzitter van de commissie Jeugd en Permanente Vorming. |
| Lucienne Mathieu-Mohin          | FDF     | Brussel                                     | |
| Constant Verhasselt             | FDF     | Brussel                                     | |
| Marcel Plasman                  | PSC     | Nijvel                                      | |
| Geneviève Ryckmans-Corin        | PSC     | Nijvel                                      | |
| Alfred Scokaert                 | PSB     | Nijvel                                      | |
| Pierre Rouelle                  | RW      | Nijvel                                      | |
| Georges Maes                    | RW      | Nijvel                                      | |
| Alfred Califice                 | PSC     | Charleroi-Thuin                             | |
| Raymond Brimant                 | PSC     | Charleroi-Thuin                             | |
| Ernest Glinne                   | PSB     | Charleroi-Thuin                             | |
| Lucien Harmegnies               | PSB     | Charleroi-Thuin                             | |
| André Baudson                   | PSB     | Charleroi-Thuin                             | Voorzitter van de commissie Radio en Televisie. |
| Léopold Tibbaut                 | PSB     | Charleroi-Thuin                             | |
| Claude Hubaux                   | PLP     | Charleroi-Thuin                             | Secretaris van 21 oktober 1975 tot 19 oktober 1976. |
| Robert Moreau                   | RW      | Charleroi-Thuin                             | |
| Etienne Duvieusart              | RW      | Charleroi-Thuin                             | Secretaris. |
| Fernand Helguers                | RW      | Charleroi-Thuin                             | |
| Adolphe Ducobu                  | PSC     | Bergen-Zinnik                               | |
| Robert Urbain                   | PSB     | Bergen-Zinnik                               | Secretaris. |
| Henri Deruelles                 | PSB     | Bergen-Zinnik                               | |
| Léon Hannotte                   | PLP     | Bergen-Zinnik                               | Voorzitter van de commissie Onderwijs tot 31 juli 1976. |
| Jean-Pierre Levecq              | RW      | Bergen-Zinnik                               | Stapt op 7 december 1976 over naar de PRLW-fractie. |
| Noëlla Dinant                   | PCB     | Bergen-Zinnik                               | |
| René Jérôme                     | PSC     | Bergen-Zinnik                               | Vervangt vanaf 15 februari 1977 de overleden René Pêtre. |
| Léon Hurez                      | PSB     | Bergen-Zinnik                               | |
| Richard Gondry                  | PSB     | Bergen-Zinnik                               | |
| Robert Lacroix                  | PSB     | Bergen-Zinnik                               | Secretaris tot 21 oktober 1975 en vanaf 19 oktober 1976 en ondervoorzitter van 21 oktober 1975 tot 19 oktober 1976.                                                |
| Albert Lernoux                  | PSC     | Charleroi-Thuin                             | |
| Willy Burgeon                   | PSB     | Charleroi-Thuin                             | |
| Paul-Henry Gendebien            | RW      | Charleroi-Thuin                             | |
| Robert Devos                    | PSC     | Doornik-Aat-Moeskroen                       | |
| Jean-Baptiste Delhaye           | PSB     | Doornik-Aat-Moeskroen                       | |
| Marcel Demets                   | PSB     | Doornik-Aat-Moeskroen                       | |
| Georgette Brenez                | PSB     | Doornik-Aat-Moeskroen                       | |
| André Soudant                   | PLP     | Doornik-Aat-Moeskroen                       | Vervangt vanaf 9 mei 1974 René Lefebvre, die voltijds burgemeester van Lamain wordt.                                                                               |
| Jean Picron                     | PLP     | Doornik-Aat-Moeskroen                       | |
| André Delrue                    | KPB-PCB | Doornik-Aat-Moeskroen                       | |
| Edmond Leburton                 | PSB     | Hoei-Borgworm                               | |
| Fernand Hubin                   | PSB     | Hoei-Borgworm                               | Voorzitter van de commissie Schone Kunsten. |
| Joseph Fiévez                   | RW      | Hoei-Borgworm                               | |
| Jean-Pierre Grafé               | PSC     | Luik                                        | Voorzitter van de commissie Algemeen Beleid vanaf 21 oktober 1975.                                                                                                 |
| André Magnée                    | PSC     | Luik                                        | |
| Michel Hansenne                 | PSC     | Luik                                        | |
| André Cools                     | PSB     | Luik                                        | |
| Irène Pétry                     | PSB     | Luik                                        | |
| Guy Mathot                      | PSB     | Luik                                        | |
| Jean-Maurice Dehousse           | PSB     | Luik                                        | |
| Claude Dejardin                 | PSB     | Luik                                        | |
| Gaston Onkelinx                 | PSB     | Luik                                        | |
| Emile-Edgard Jeunehomme         | PLP     | Luik                                        | Parlementsvoorzitter tot 20 oktober 1975 en vanaf 19 oktober 1976.                                                                                                 |
| François Perin                  | RW      | Luik                                        | Stapt op 7 december 1976 over naar de PRLW-fractie. |
| Jean Gol                        | RW      | Luik                                        | Stapt op 7 december 1976 over naar de PRLW-fractie. |
| Charly Talbot                   | RW      | Luik                                        | |
| Marcel Levaux                   | PCB     | Luik                                        | Voorzitter van de PCB-UDP-fractie. |
| Albert Parisis                  | PSC     | Verviers                                    | Voorzitter van de PSC-fractie. |
| Guillaume Schyns                | PSC     | Verviers                                    | |
| Yvan Ylieff                     | PSB     | Verviers                                    | |
| André Damseaux                  | PLP     | Verviers                                    | |
| Alfred Evers                    | PLP     | Verviers                                    | |
| Charles-Ferdinand Nothomb       | PSC     | Aarlen-Marche-Bastenaken-Neufchâteau-Virton | |
| Marcel Remacle                  | PSB     | Aarlen-Marche-Bastenaken-Neufchâteau-Virton | Ondervoorzitter. |
| Louis Olivier                   | PLP     | Aarlen-Marche-Bastenaken-Neufchâteau-Virton | |
| Joseph Michel                   | PSC     | Aarlen-Marche-Bastenaken-Neufchâteau-Virton | Voorzitter van de commissie Reglement en Comptabiliteit tot 11 juni 1974.                                                                                          |
| Henri Pierret                   | PSC     | Aarlen-Marche-Bastenaken-Neufchâteau-Virton | |
| Victor Barbeaux                 | PSC     | Namen-Dinant-Philippeville                  | Secretaris vanaf 15 oktober 1974. |
| Albert Grégoire                 | PSB     | Namen-Dinant-Philippeville                  | |
| Augustin Bila                   | RW      | Namen-Dinant-Philippeville                  | |
| Léon Remacle                    | PSC     | Namen-Dinant-Philippeville                  | Vanaf 19 november 1974 voorzitter van de commissie Reglement en Comptabiliteit.                                                                                    |
| Louis Namèche                   | PSB     | Namen-Dinant-Philippeville                  | |
| Robert Denison                  | PSB     | Namen-Dinant-Philippeville                  | |
| Charles Poswick                 | PLP     | Namen-Dinant-Philippeville                  | |
| Fernand Massart                 | RW      | Namen-Dinant-Philippeville                  | |
| Edmond Machtens                 | PSB     | Brussel                                     | |
| Joseph Wiard                    | PSB     | Brussel                                     | |
| Norbert Hougardy                | PLDP    | Brussel                                     | |
| André Lagasse                   | FDF     | Brussel                                     | |
| Jacques Lepaffe                 | FDF     | Brussel                                     | |
| Basile-Jean Risopoulos          | PLDP    | Brussel                                     | Voorzitter van de PLP-PLDP/PLP-PL-fractie tot 20 oktober 1975. |
| Angèle Verdin-Leenaers          | FDF     | Brussel                                     | Stapt op 17 december 1974 over naar de PSC-fractie. |
| René Bourgeois                  | FDF     | Brussel                                     | |
| Cécile Goor-Eyben               | PSC     | Brussel                                     | |
| André Saint-Rémy                | PSC     | Brussel                                     | Secretaris tot 15 oktober 1974. |
| René Basecq                     | PSB     | Nijvel                                      | |
| Pierre Falize                   | PSB     | Nijvel                                      | Voorzitter van de PSB-fractie vanaf 19 juli 1974. |
| Pierre Stroobants               | RW      | Nijvel                                      | Stapt op 7 december 1976 over naar de PRLW-fractie. |
| Max Bury                        | PSB     | Bergen-Zinnik                               | |
| Fernand Delmotte                | PSB     | Bergen-Zinnik                               | |
| Jacques Hambye                  | PSC     | Bergen-Zinnik                               | |
| Josse Gilquin                   | UDP     | Bergen-Zinnik                               | |
| André Lagneau                   | RW      | Bergen-Zinnik                               | Stapt op 7 december 1976 over naar de PRLW-fractie. |
| Arthur Meunier                  | PSB     | Charleroi-Thuin                             | |
| Gaston Hercot                   | PSB     | Charleroi-Thuin                             | |
| André Poffé                     | PSB     | Charleroi-Thuin                             | |
| Paul de Stexhe                  | PSC     | Charleroi-Thuin                             | Ondervoorzitter. |
| Franz Janssens                  | PLP     | Charleroi-Thuin                             | |
| Etienne Knoops                  | RW      | Charleroi-Thuin                             | Stapt op 7 december 1976 over naar de PRLW-fractie. |
| Jacques Cerf                    | RW      | Charleroi-Thuin                             | |
| Jean Kevers                     | PSC     | Doornik-Aat-Moeskroen                       | Voorzitter van de commissie Algemeen Beleid tot 21 oktober 1975.                                                                                                   |
| Pierre Descamps                 | PLP     | Doornik-Aat-Moeskroen                       | |
| Jean Dulac                      | PSB     | Doornik-Aat-Moeskroen                       | |
| Eugène Lecoq                    | PSB     | Hoei-Borgworm                               | |
| Suzanne Gabriel-Delvaux         | PSC     | Hoei-Borgworm                               | Vervangt vanaf 18 februari 1975 de overleden Georges Beauduin. |
| Jean Defraigne                  | PLP     | Luik                                        | |
| Gaston Paque                    | PSB     | Luik                                        | |
| Freddy Donnay                   | PSB     | Luik                                        | |
| Servais Thomas                  | PSB     | Luik                                        | |
| Huberte Hanquet                 | PSC     | Luik                                        | |
| Pierre Bertrand                 | RW      | Luik                                        | Tot 8 december 1976 voorzitter van de commissie Internationale Samenwerking.                                                                                       |
| Jacques Wathelet                | RW      | Luik                                        | Stapt op 7 december 1976 over naar de PRLW-fractie. |
| Georges Gramme                  | PSC     | Verviers                                    | |
| Hubert Parotte                  | PSB     | Verviers                                    | |
| Jean Gillet                     | PLP     | Verviers                                    | |
| Marie-Thérèse Godinache-Lambert | PLP     | Aarlen-Marche-Bastenaken-Neufchâteau-Virton | |
| Charles Hanin                   | PSC     | Aarlen-Marche-Bastenaken-Neufchâteau-Virton | |
| Michel Toussaint                | PLP     | Namen-Dinant-Philippeville                  | |
| Emile Lacroix                   | PSB     | Namen-Dinant-Philippeville                  | |
| Antoine Humblet                 | PSC     | Namen-Dinant-Philippeville                  | |
| Jean Goffart                    | RW      | Namen-Dinant-Philippeville                  | Zetelt vanaf 7 december 1976 als onafhankelijke. |
| Donald Fallon                   | PSC     | Brussel                                     | |
| André Sweert                    | PSB     | Nijvel                                      | |
| Paul Delforge                   | PLP     | Brussel                                     | Zetelt als onafhankelijke. |
| Émile Guillaume                 | FDF     | Brussel                                     | |
| Albert Demuyter                 | PLDP    | Brussel                                     | |
| Marcel Payfa                    | FDF     | Brussel                                     | |
| Guy Spitaels                    | PSB     | Doornik-Aat-Moeskroen                       | |
| Marcel Busieau                  | PSB     | Bergen-Zinnik                               | |
| Jacques Hoyaux                  | PSB     | Charleroi-Thuin                             | |
| Pierre Deschamps                | PSC     | Doornik-Aat-Moeskroen                       | |
| Jules Herbage                   | PLP     | Charleroi-Thuin                             | |
| Pierre Leroy                    | RW      | Bergen-Zinnik                               | |
| Paul-Charles Goossens           | PSB     | Luik                                        | Vervangt vanaf 15 februari 1977 Henri Schlitz, die schepen van Luik wordt. Schlitz zelf verving van 3 maart 1976 tot 7 februari 1977 de overleden Edmond Cathenis. |
| Frédéric François               | PSC     | Hoei-Borgworm                               | |
| Nicolas Stassart                | PSB     | Hoei-Borgworm                               | |
| Charles-Joseph Bailly           | PSB     | Luik                                        | Vervangt vanaf 15 februari 1977 Edouard Close, die burgemeester van Luik wordt.                                                                                    |
| Jean Lausier                    | RW      | Luik                                        | Stapt op 7 december 1976 over naar de PRLW-fractie. Lausier is vanaf 7 december 1976 voorzitter van de PRLW-PL-fractie.                                            |
| Robert Conrotte                 | PSC     | Aarlen-Marche-Bastenaken-Neufchâteau-Virton | |
| Maurice Olivier                 | PLP     | Aarlen-Marche-Bastenaken-Neufchâteau-Virton | |
| Charles Bossicart               | PLP     | Aarlen-Marche-Bastenaken-Neufchâteau-Virton | |
| Georges Neuray                  | RW      | Namen-Dinant-Philippeville                  | |
| Fortuné Lambiotte               | PSB     | Namen-Dinant-Philippeville                  | Voorzitter van de commissie Sport. |
| André Tilquin                   | PSC     | Namen-Dinant-Philippeville                  | |
| Françoise Lassance-Hermant      | RW      | Aarlen-Marche-Bastenaken-Neufchâteau-Virton | |
| Charles Cornet d'Elzius         | PLP     | Namen-Dinant-Philippeville                  | |
| Edmond Cristel                  | FDF     | Brussel                                     | Vervangt vanaf 5 november 1974 de overleden Jean Fosty. |
| André Bertouille                | PLP     | Doornik-Aat-Moeskroen                       | Voorzitter van de PLP-PL-fractie van 21 oktober 1975 tot 7 december 1976, vanaf 3 november 1976 voorzitter van de commissie Onderwijs.                             |
| Marc-Antoine Pierson            | PSB     | Brussel                                     | |
| Pierre Harmel                   | PSC     | Brussel                                     | |
| Félix Cuvellier                 | PSB     | Namen-Dinant-Philippeville                  | |
| Albert Daulne                   | PSB     | Verviers                                    | |
| Jean Sondag                     | PSC     | Nijvel                                      | |
| Willy Schugens                  | PSB     | Luik                                        | |
| Dieudonné André                 | PSC     | Namen-Dinant-Philippeville                  | |